# سوترای فروغ زرین
سوترای فروغ زرین (سانسکریت: सुवर्णप्रभासोत्तमसूत्रेन्द्रराजः) یکی از متون مقدس و مهم در آیین بودایی مهایانه است. این سوترا به خاطر تأکید بر مفهوم «بودای ازلی» و «سرشت بودایی» شناخته می‌شود. در این سوترا، بودا به عنوان نوری توصیف می‌شود که همواره وجود داشته و در همه موجودات زنده حضور دارد. هدف از تمرین‌های معنوی در این سوترا، بیدار کردن این نور درونی و رسیدن به روشن‌بینی و رهایی از چرخه زاد و مرگ (سامسارا) است.
در ژاپن، این سوترا ("کونکومیوکیو") به خاطر آموزه‌هایش در مورد هدف قدرت سلطنتی، که توسط خود بودا و چهار پادشاه آسمانی حمایت می‌شود، مورد احترام بود. در قرن نهم، کوکای از امپراتور خواست تا تمرین خواندن عمومی سوترا را در آستانه سال نو آغاز کند.

## مفاهیم
- برخی از مفاهیم کلیدی در سوترای فروغ زرین عبارتند از:
- بودای ازلی (آدی بودا): این مفهوم بیانگر این است که بودا همواره وجود داشته و خواهد داشت و محدود به زمان و مکان نیست.
- سرشت بودایی: این باور بیان می‌کند که همه موجودات زنده دارای پتانسیل رسیدن به روشن‌بینی و تبدیل شدن به بودا را دارند.
- تهیگی (شونیاتا): این مفهوم بیانگر این است که همه پدیده‌ها فاقد وجود ذاتی و مستقل هستند و به‌طور موقت و وابسته به شرایط دیگر وجود دارند.
- شفقت: این مفهوم بر اهمیت مهربانی و دلسوزی نسبت به همه موجودات زنده تأکید دارد.
- تمرین‌های معنوی: سوترای فروغ زرین بر اهمیت تمرین‌های معنوی مانند مراقبه، خواندن مانتراها و انجام اعمال نیک تأکید دارد.

سوترای فروغ زرین در کشورهای مختلف آسیایی مانند چین، ژاپن، کره و ویتنام بسیار مورد احترام است و تأثیر زیادی بر فلسفه و هنر بودایی داشته است. این سوترا به زبان‌های مختلف ترجمه شده و توسط پیروان مهایانه در سراسر جهان مطالعه و تلاوت می‌شود.

## ترجمه‌ها
این سوترا به قرن ۴ یا ۵ میلادی برمی‌گردد. [۴] در اواخر قرن هفتم، راهب بودایی چینی، ای‌جینگ، آن را به زبان چینی ترجمه کرد. از قرن دهم، نسخه اویغوری این متن، با نام «آلتون یاروک» شناخته شده است. این سوترا به یکی از محبوب‌ترین سوتراهای مهایانه در تمام دوران تبدیل شد و به زبان‌های مختلفی از جمله مغولی، تبتی، سغدی، ترکی و سکایی ختن ترجمه شد. همچنین، نسخه‌ای از آن با خط تانگوت در ایالت شی‌سیا بازنویسی شده بود.
در ترجمه ژاپنی، این سوترا از قرن هفتم به عنوان «کونکومیوکیو» (今光明經) یا «سایشووکیو» شناخته می‌شود. 
در قرن هفدهم، زایا-پاندی‌تا این سوترا را از تبتی به زبان اویرات ترجمه کرد (عنوان کوتاه آن «آلتان گرل» است). در سال ۱۷۴۱، این ترجمه در خانات جونغار به صورت چاپی منتشر شد. 

## درون‌مایه
متن، مسیر رهایی از بدی را توصیف می‌کند که توسط بوداهای چهار جهت اصلی تأیید شده است: آمیتابه در غرب، آکشوبیا در شرق، راتناکتو در جنوب و دوندوبیسوارا در شمال. این مسیر بر پایه آموزه‌ها یا همان دارما است که انسان را از رنج رهایی می‌بخشد. براهما و ساراسواتی، که بر موجوداتی مانند آسوراها، گاروداها، یاکشاها، کیناراها و ناگاها فرمانروایی می‌کنند، از این مسیر حمایت می‌کنند.
در فصل دوم، یکی از بوداسف‌ها به نام روچیراکیت از راجگیر (پسر پادشاه بالندراکیت) این سؤال را مطرح می‌کند که چرا شاکیامونی فقط ۸۰ سال زندگی کرد. از آنجایی که شرط زندگی طولانی، دوری از کشتن است، با توجه به شایستگی‌های بودا، چنین زندگی‌ای طولانی به نظر نمی‌رسد. به لطف فعالیت تاتاگاتا، تخت‌های آسمانی برای چهار بودای چهار جهت اصلی در چهار گوشه جهان ظاهر می‌شوند. نور آموزه‌های آنها به تمام جهان‌ها گسترش یافته است، جهان‌هایی که تعداد آنها به اندازه دانه‌های شن در رودخانه گنگ است. روچیراکیت به این نتیجه می‌رسد که زندگی شاکیامونی با یک دوره زمانی زمینی یا حتی زمان چندین کالپا (دوره‌های کیهانی) قابل اندازه‌گیری نیست، بلکه بی‌نهایت بوده است: «باگاوان خلق نشده است، تاتاگاتا زاده نشده است.»
در این سوترا، داستانی نقل می‌شود که در آن کواندینیا از شاکیامونی می‌خواهد که چیزی را به یادگار بگذارد تا پس از رفتن به نیروانا (رهایی کامل) از او باقی بماند. سپس شاکیامونی شروع به آوردن مثال‌هایی از پدیده‌های متناقض می‌کند: کلاغ‌های قرمز، کت خز لاک‌پشت، دندان‌های زالو، نردبان ساخته شده از شاخ خرگوش، موز روی درخت سیب و غیره. او می‌خواهد بگوید که یک یادگار مادی برای کسانی که به نیروانا می‌روند، بی‌معنی است.
در ادامه، در فصل چهارم، متنی از توبه به بوداها برای افکار شیطانی ارائه می‌شود که از جهل، حرص و غرور ناشی می‌شوند ("از بوداها التماس می‌کنم که مرا با آب رحمت بشویند"). این به این دلیل است که وقتی بوداها متولد می‌شوند، نور آنها "تمام جهان را پر می‌کند و رنج‌های بی‌پایان را در سه جهان تسکین می‌دهد."
فصل ششم به مفهوم «تهریگی» یا «تهی بودن» اختصاص دارد: «همه پدیده‌ها تهی هستند.»
در فصل هفتم آمده است که چهار مهاراجه (وایسراوانا، دریتاراشترا، ویرودهاکا و ویروپاکشا) در برابر باگاوان (لقبی برای بودا) زانو زدند و سوگند یاد کردند که دارما (آموزه‌های بودا) را گسترش دهند و از جامبودویپا (قاره محل زندگی انسان‌ها) محافظت کنند. در پاسخ، باگاوان نبرد خدایان و آسوراها (دیوها) را پیش‌بینی می‌کند که در آن چهار مهاراجه در راس ارتش‌های یاکشاها (موجودات طبیعت) بر آسوراها پیروز خواهند شد. شاکیامونی می‌گوید که پیروی از دارما و حمایت چهار مهاراجه به جلوگیری از تهاجم ارتش‌های خارجی و طولانی شدن عمر پادشاهان کمک می‌کند ("در تمام تولدها، او قدرت عظیمی به دست خواهد آورد"). در سخنرانی متقابل، مهاراجه‌ها از "نور طلایی" یاد می‌کنند که به کاخ‌های فرمانروایان براهما و شاکرا (پادشاه خدایان)، الهه بزرگ ساراسواتی (الهه دانش و هنر)، پسر خدایان ماهشوارا (شیوا)، رهبران یاکشاها، واجراپانی و مانیبادرا رسیده است.
در فصل نهم، الهه شری (الهه ثروت و زیبایی) به باگاوان احترام می‌گذارد و مراسم پرستش او در صومعه‌ها با استفاده از گل‌ها و ماندالاهای (نمادهای هندسی) ساخته شده از کود توصیف می‌شود.
فصل دوازدهم شامل دستورالعمل‌هایی برای پادشاهان است که با برکت خدایان متولد می‌شوند و وظیفه دارند «از اعمال شیطانی جلوگیری کنند» و فضایل را ترویج دهند. چشم‌پوشی از جنایات باعث تحریک ناآرامی‌ها، شورش‌ها، تهاجمات قبایل بیگانه و حتی قحطی می‌شود. پادشاهی که به این شکل عمل نکند، دشمن دارما می‌شود. در چنین پادشاهی، «مردم شروع به احترام به افراد بی‌اخلاق خواهند کرد.»
در فصل سیزدهم، داستان تغییر پادشاه سوسامباوا تحت تأثیر موعظه راهب راتنوچایا روایت می‌شود، جایی که پادشاه به عنوان تجسم شاکیامونی و راهب به عنوان آک‌شوبیا (یکی از پنج بودای حکمت) ظاهر می‌شوند. به‌طور مشابه، در فصل شانزدهم، داستان پزشک جالاواهانا روایت می‌شود که با دلسوزی نسبت به ماهی‌ها پر شد و بعداً مشخص شد که او نیز تجسم شاکیامونی بوده است.
در فصل هجدهم، شاکیامونی، آناندا (شاگرد نزدیک بودا) را فرا می‌خواند تا به یادگارهای یک بودای مهساتوا (کسی که در مسیر بودا شدن است) احترام بگذارد، کسی که بدن خود را از روی ترحم به یک ببر ماده با توله‌های کوچک اهدا کرد. سپس بودا می‌گوید که مهساتوا خودش بوده است: «من آماده‌ام که کالپاهای کامل (دوره‌های کیهانی) را در جهنم‌ها به خاطر هر موجودی بگذرانم و همه را از سمساره (چرخه زادمرگ) آزاد کنم.»
در فصل بیست و یکم، ایده اصلی سوترا خلاصه می‌شود: "موجودات درون‌تهی هستند، "من" وجود ندارد."

## جزئیات روایت
این سوترا شامل اطلاعاتی در مورد طالع‌بینی ("ستاره‌ها به طور مطلوب حرکت می‌کنند")، تهاجمات قبایل بیگانه (یوئه‌چی؟) و شترهای ماده (باختری) است که برای هند غیرمعمول هستند، که می‌تواند نشان‌دهنده ارتباط با جهان یونانی‌مآب باشد که پس از باز شدن جاده ابریشم ایجاد شده است. عناصری از فرجام‌شناسی ایرانی وجود دارد: نبرد آینده خدایان (یا یاکشاها) و آسوراها (دیوها). علاوه بر این، بودیسم در حال حاضر به عنوان یک دین درباری عمل می‌کند که به پادشاهان آموزش می‌دهد، نه به عنوان یک دین گوشه‌نشینان. در عین حال، هندومحوری (جامبودویپا) حفظ می‌شود و تصویر آمیتابها (اساس آمیداگرایی که در قرن پنجم پدید آمد) تنها به‌طور مختصر اشاره می‌شود.